# علي قيطون
علي قيطون (15 فبراير 1986 بالعلمة في الجزائر - ) هو لاعب كرة قدم جزائري في مركز الدفاع.

## روابط خارجية
- علي قيطون على موقع قاعدة بيانات كرة القدم.إي يو (الإنجليزية)
- علي قيطون على موقع Soccerway.com (الإنجليزية)